# Валле-д’Орецца
Валле-д’Орецца (фр. Valle-d'Orezza, корс. E Valle d'Orezza) — коммуна во Франции, находится в регионе Корсика. Департамент коммуны — Верхняя Корсика. Входит в состав кантона Кастаньичча. Округ коммуны — Корте.
Код INSEE коммуны — 2B338.

## Население
Население коммуны на 2008 год составляло 45 человек.
| 1962 | 1968 | 1975 | 1982 | 1990 | 1999 | 2008 |
| ---- | ---- | ---- | ---- | ---- | ---- | ---- |
| 129  | 91   | 71   | 65   | 50   | 49   | 45   |

## Экономика
В 2007 году среди 29 человек в трудоспособном возрасте (15—64 лет) 14 были экономически активными, 15 — неактивными (показатель активности — 48,3 %, в 1999 году было 62,5 %). Из 14 активных работали 11 человек (7 мужчин и 4 женщины), безработными были 3 мужчин. Среди 15 неактивных 2 человека были учениками или студентами, 8 — пенсионерами, 5 были неактивными по другим причинам.